# Protea amplexicaulis
Protea amplexicaulis är en tvåhjärtbladig växtart som först beskrevs av Richard Anthony Salisbury, och fick sitt nu gällande namn av Robert Brown. Protea amplexicaulis ingår i släktet Protea och familjen Proteaceae. Inga underarter finns listade i Catalogue of Life.